# Lamprologus werneri
 Lamprologus werneri és una espècie de peix de la família dels cíclids i de l'ordre dels perciformes.

## Morfologia
Els mascles poden assolir els 12,3 cm de longitud total.

## Distribució geogràfica
Es troba a Àfrica: riu Congo (a prop de Kinshasa).